# فيلبلافل
فيلبلافل (بالفرنسية: Villeblevin)‏ هي بلدية فرنسية تقع في إقليم يون في منطقة بورغوني-فرانش كومته في شمال وسط فرنسا .
حققت المدينة مكانة بارزة في عام 1960 عندما وقع حادث السيارة الذي أودى بحياة البرت كامو .